# Station Godsheide
Station Godsheide is een voormalig spoorweghalte langs spoorlijn 34 in Godsheide, een gehucht van de stad Hasselt. De halte, gelegen aan kruising van de Maastrichtersteenweg met de Wolskestraat, bestond van 1904 tot 1923 en werd beheerd door het station Hasselt. De halte lag net halverwege de stations van Hasselt en Diepenbeek.